# Littrého žláza

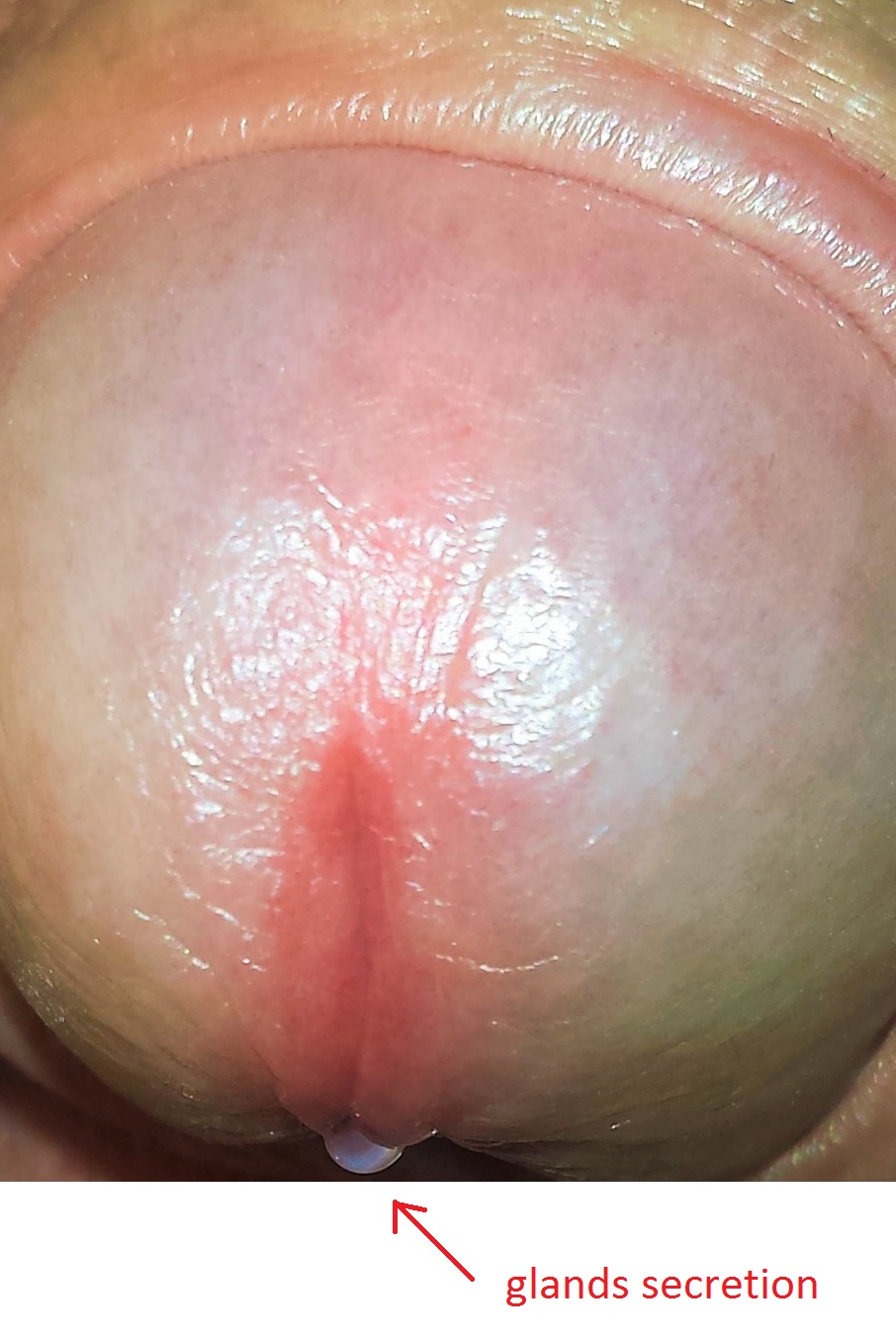
Littrého žláza

Uretrální nebo periuretrální žlázy (známé také jako Littrého žlázy dle lékaře Alexise Littrého) jsou exokrinní žlázy, které se větví od stěny samčí močové trubice savců. Jejich největší výskyt je v části močové trubice procházející penisem. Tyto žlázy produkují hlen skládající se z glykosaminoglykanů. Tento sekret chrání epitel před močí.
Neléčení uretritidy (zánět močové trubice) může vést až k infekci uretrálních žláz a narušení struktur močové trubice.